# Santa Elena (Colón)
Santa Elena es una localidad argentina en el departamento Colón de la Provincia de Córdoba. Se encuentra sobre la Ruta Provincial 285, en el acceso a Colonia Tirolesa, 3 kilómetros al sur de esta última (de la cual depende administrativamente) y 23 km al norte del centro de la ciudad de Córdoba. Se encuentra prácticamente conurbada con Colonia Tirolesa.

## Toponimia
El nombre proviene de la estancia Santa Elena de Herbierto Martínez. En 1919 Domingo Moscardo instaló un almacén de ramos generales en el lugar.